# Rudolf Jenett
Rudolf Jenett (* 10. August 1914 in Russ/Ostpreußen; † 22. August 1998 in Hamburg) war Major im Generalstab der Luftwaffe der Wehrmacht und später Generalmajor der Bundeswehr. Er war von 1970 bis 1974 Kommandeur der Führungsakademie der Bundeswehr.

## Werdegang

### Studium
Jenett, Sohn eines Rechtsanwalts, studierte nach dem Abitur im Jahr 1933 zunächst Medizin an der Universität Greifswald und wurde dort Mitglied des Corps Pomerania. Nach dem Vorphysikum entschied er sich aber 1934 für die Offizierslaufbahn bei der Wehrmacht.

### Wehrmacht
Er trat als Fahnenjunker in das Infanterieregiment 5 in Rostock ein und besuchte 1934/35 die Infanterieschule Dresden. Von 1935 bis 1936 absolvierte er die Fliegerschule Neuruppin. 1936 absolvierte er einen Blindflug. 1936/37 besuchte er die Kriegsfliegerschule Faßberg. Von 1937 bis 1941 diente er im Kampfgeschwader 27 „Boelcke“ in Langenhagen.
Als Leutnant stellte er und Oberleutnant Horst Pulkowski mit der zweisitzigen Arado Ar 79 D-EHCR am 17. Dezember 1938 bei einem Nonstop-Flug zwischen den Städten Bengasi (Libyen) und Gaya (Indien) mit einer Strecke von 6303 km einen neuen Langstreckenweltrekord auf, der den alten Rekord um mehr als 2000 km übertraf. Nach weiteren Zwischenlandungen in Bangkok, auf Sumatra und Bali erreichten sie am 14. Januar 1939 Darwin und am 16. Januar 1939 Sydney in Australien. Beim Rückflug stürzte die Maschine, während eines Rundfluges, am 10. Februar 1939 bei einem Zusammenstoß mit einem Greifvogel bei Madras ab. Pilot Pulkowski und ein indischer Fluggast kamen dabei ums Leben.
1941/42 absolvierte er die Generalstabsausbildung an der Luftkriegsakademie in Berlin-Gatow. Von September 1942 bis September 1943 war er Ia/op. der Luftflotte 1. Die Beförderung zum Major i. G. erfolgte während seiner Verwendung als Kommodore der Fliegergruppe z. b. V. 7 am 1. Juli 1943. Von Oktober 1943 bis Kriegsende war Jenett Erster Generalstabsoffizier (Ia) der 3. Flieger-Division. Im Mai 1945 geriet er in sowjetische Kriegsgefangenschaft.

### Nachkriegszeit
Nach dem Krieg arbeitete Jenett zunächst als Toningenieur beim Nordwestdeutschen Rundfunk.

### Bundeswehr
Am 16. Februar 1956 wurde er im Dienstgrad Major in die neu aufgestellte Bundeswehr übernommen, wo er zunächst Hilfsreferent, ab 1958 dann Referent im Bundesministerium für Verteidigung war. Von Dezember 1959 bis Juni 1961 war Jenett als Oberst Kommandeur des Fluganwärterregiments in Uetersen. Danach war er Unterabteilungsleiter im BMVg. Die Ernennung zum Brigadegeneral erfolgte in der 69. Kabinettssitzung am 20. März 1963. Als Assistent des Chef des Stabes für Personal- und Verwaltungsangelegenheiten diente er von 1966 bis 1967 beim Supreme Headquarters Allied Powers Europe (SHAPE). Vom 1. April 1970 bis zum 30. September 1970 war Jenett Befehlshaber des Territorialkommandos Nord, und in seiner letzten militärischen Verwendung bis zu seiner Versetzung in den vorläufigen Ruhestand am 30. September 1974 Kommandeur der Führungsakademie der Bundeswehr.

## Ehrenamt
Von 1970 bis 1973 war er Vizepräsident der Clausewitz-Gesellschaft.

## Familie
Er war verheiratet und Vater von vier Kindern.

## Auszeichnungen
- 1944 oder 1945: Deutsches Kreuz in Gold
- 1940: Verwundetenabzeichen in Schwarz
- 1972: Großes Verdienstkreuz der Bundesrepublik Deutschland[10]